# Tuključani
Tuključani so naselje v občini Kozarska Dubica, Bosna in Hercegovina. 

## Deli naselja
Borojevića Kosa, Kondića Dolina, Krivi Do, Marjanovići, Pralice, Rauš in Tuključani.

## Prebivalstvo
| Pregled števila prebivalcev po letih | Pregled števila prebivalcev po letih | Pregled števila prebivalcev po letih | Pregled števila prebivalcev po letih | Pregled števila prebivalcev po letih | Pregled števila prebivalcev po letih |
| ------------------------------------ | ------------------------------------ | ------------------------------------ | ------------------------------------ | ------------------------------------ | ------------------------------------ |
| 1948                                 | 1953                                 | 1961                                 | 1971                                 | 1981                                 | 1991                                 |
| -                                    | -                                    | -                                    | 317                                  | 261                                  | 185                                  |

| Narodna sestava prebivalstva po letih                                                                                    | Narodna sestava prebivalstva po letih                                                                                      | Narodna sestava prebivalstva po letih                                                                                    |
| --- | --- | --- |
| 1971 | 1981 | 1991 |
| . skupaj: 317 Srbi 317 (100 %) Hrvati 0 (0,00 %) Muslimani 0 (0,00 %) Jugoslovani 0 (0,00 %) drugi in neznano 0 (0,00 %) | . skupaj: 261 Srbi 255 (97,70 %) Hrvati 1 (0,38 %) Muslimani 0 (0,00 %) Jugoslovani 5 (1,91 %) drugi in neznano 0 (0,00 %) | . skupaj: 185 Srbi 185 (100 %) Hrvati 0 (0,00 %) Muslimani 0 (0,00 %) Jugoslovani 0 (0,00 %) drugi in neznano 0 (0,00 %) |